# Friars Point
La ville américaine de Friars Point est située dans le comté de Coahoma, dans l’État du Mississippi. Lors du recensement de 2000, sa population s’élevait à 1 480 habitants.

## Personnalités liées à la ville
Le chanteur Conway Twitty est né à Friars Point en 1933.

## Source
- (en) Cet article est partiellement ou en totalité issu de l’article de Wikipédia en anglais intitulé « Friars Point, Mississippi » (voir la liste des auteurs).